# 459 v.Chr.

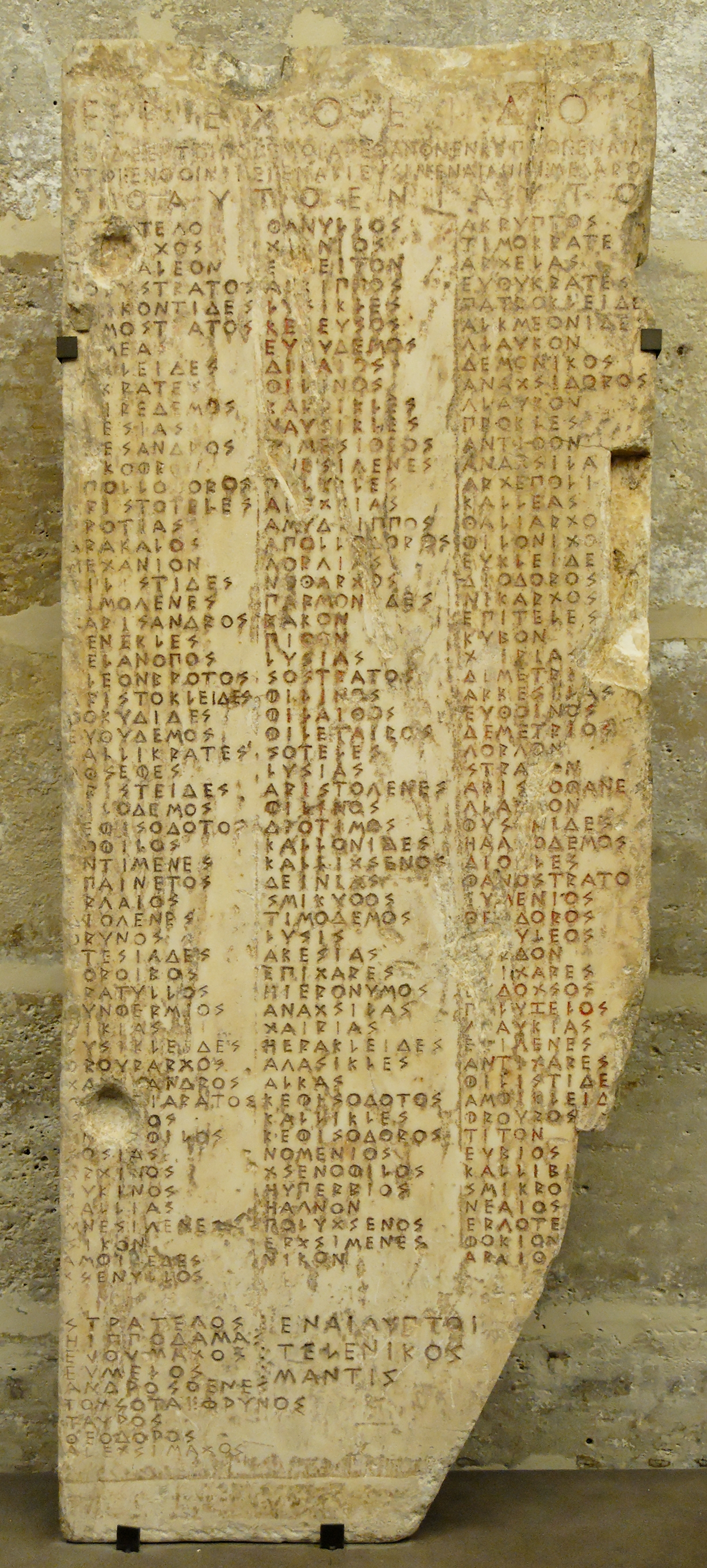
Gedenksteen voor de gevallenen van de Erechtidenstam in de oorlog op Cyprus, in Foenicië, op Egina en bij Megara.

Het jaar 459 v.Chr. is een jaartal in de 5e eeuw v.Chr. volgens de christelijke jaartelling.

## Gebeurtenissen

### Griekenland
- Athene sluit een bondgenootschap met de stadstaat Megara.

### Egypte
- De Egyptenaren nemen zonder moeite Memphis in, behalve de Witte Muur, die blijft in handen van de Perzen.

### Italië
- De Aequi veroveren Tusculum, de Romeinen onder Lucius Quinctius Cincinnatus beginnen een 16-daagse veldtocht en heroveren de vestingstad.